# Paolo Graziosi
Paolo Graziosi (Rimini, 25 gennaio 1940 – Vicenza, 1º febbraio 2022) è stato un attore italiano.

## Biografia
Dopo aver esordito sul grande schermo nel 1962 nel film Gli arcangeli diretto da Enzo Battaglia, l'anno successivo fu notato da Franco Zeffirelli che lo diresse, in teatro, nel Romeo e Giulietta, scegliendolo per il ruolo di Mercuzio. Da quel momento in poi egli si dedicò in maniera particolare al teatro, senza mai però abbandonare del tutto il cinema e la televisione. Nel 1999 affiancò Claudia Pandolfi nella fiction Una farfalla nel cuore e nel 2014 prese parte a L'infiltrato - Operazione clinica degli orrori.
Tra le sue molteplici rappresentazioni teatrali, campeggia La lezione, tratta da uno scritto di Eugène Ionesco, che è una delle opere del genere del teatro dell'assurdo. Prese anche parte al riallestimento di Der Park, con la regia di Peter Stein. Paolo Graziosi, da tempo malato di cancro, è morto il 1º febbraio 2022 all'ospedale San Bortolo di Vicenza per complicazioni legate al COVID-19, all'età di 82 anni.

## Filmografia

### Cinema
- Ginepro fatto uomo, regia di Marco Bellocchio (1962)
- Gli arcangeli, regia di Enzo Battaglia (1963)
- La vita provvisoria, regia di Vincenzo Gamna (1963)
- Het gangstermeisje, regia di Frans Weisz (1966)
- La Cina è vicina, regia di Marco Bellocchio (1967)
- Galileo, regia di Liliana Cavani (1968)
- Cuore di mamma, regia di Salvatore Samperi (1969)
- Necropolis, regia di Franco Brocani (1970)
- D'amore si muore, regia di Carlo Carunchio (1972)
- Il tema di Marco, regia di Massimo Antonelli (1972)
- Cadaveri eccellenti, regia di Francesco Rosi (1976)
- L'arte della commedia, regia di Eduardo De Filippo (1976)
- Buon Natale... buon anno, regia di Luigi Comencini (1989)
- L'ombra della spia, regia di Alessandro Cane (1988)
- La condanna, regia di Marco Bellocchio (1991)
- Una storia semplice, regia di Emidio Greco (1991)
- Ambrogio, regia di Wilma Labate (1992)
- Il lungo silenzio, regia di Margarethe von Trotta (1993)
- Louis, enfant roi, regia di Roger Planchon (1993)
- Italia Village, regia di Giancarlo Planta (1994)
- Pasolini, un delitto italiano, regia di Marco Tullio Giordana (1995)
- Vrindavan Film Studios, regia di Lamberto Lambertini (1996)
- Fiabe metropolitane, regia di Egidio Eronico (1997)
- Ormai è fatta!, regia di Enzo Monteleone (1999)
- Nessuna qualità agli eroi, regia di Paolo Franchi (2007)
- Il divo, regia di Paolo Sorrentino (2008)
- Il papà di Giovanna, regia di Pupi Avati (2008)
- Diverso da chi?, regia di Umberto Carteni (2009)
- La passione, regia di Carlo Mazzacurati (2010)
- Il giovane favoloso, regia di Mario Martone (2014)
- Gli ultimi saranno ultimi, regia di Massimiliano Bruno (2015)
- Veloce come il vento, regia di Matteo Rovere (2016)
- Lasciati andare, regia di Francesco Amato (2017)
- I nomi del signor Sulčič, regia di Elisabetta Sgarbi (2018)
- Pinocchio, regia di Matteo Garrone (2019)
- Il cattivo poeta, regia di Gianluca Jodice (2020)
- Tre piani, regia di Nanni Moretti (2021)
- Upside Down, regia di Luca Tornatore (2021)
- Dante, regia di Pupi Avati (2022)

### Televisione
- Il complotto di luglio, regia di Vittorio Cottafavi (1967)
- Il processo di Santa Teresa del Bambino Gesù, regia di Vittorio Cottafavi - film TV (1967)
- Incidente a Vichy  regia di Marco Leto - film TV (1968)
- Una coccarda per il re, regia di Dante Guardamagna (1970)
- Ritratto di signora, regia di Sandro Sequi (1975)
- Il processo, regia di Luigi Di Gianni (1978)
- Le affinità elettive, regia di Gianni Amico (1979)
- Il giovane dottor Freud, regia di Alessandro Cane (1982)
- Aeroporto internazionale - serie TV (1987)
- Operazione Stradivari, regia di Roberto Colla - film TV (2004)
- Vite a perdere, regia di Paolo Bianchini – film TV (2004)
- R.I.S. 5 - Delitti imperfetti, regia di Fabio Tagliavia - serie TV, episodio 5x13 (2009)
- Distretto di Polizia 11 (2011)
- Nebbie e delitti, seconda stagione, Il mare d'inverno (2007)
- L'infiltrato - Operazione clinica degli orrori, regia di Cristiano Barbarossa e Giovanni Filippetto (2014)
- Squadra antimafia 6 - serie TV, 7 episodi (2015) - Ruolo: Guido Mantia
- Il commissario Montalbano 10 – serie TV, episodio "Una faccenda delicata" (2016)
- La strada di casa, regia di Riccardo Donna (2017)
- Ognuno è perfetto - miniserie TV, regia di Giacomo Campiotti (2019)
- Chiara Lubich - L'amore vince tutto, regia di Giacomo Campiotti - film TV (2021)

## Teatro
- Romeo e Giulietta, regia di Franco Zeffirelli (1964)
- Anconetana, regia di Gianfranco De Bosio (1964)
- Cesare e Cleopatra, regia di Gianfranco De Bosio (1965)
- La cortegiana di Aretino, regia di Bandini (1965)
- La locandiera, regia di Franco Enriquez (1966)
- Lo zoo di vetro, regia di Vittorio Cottafavi (1968)
- La miliardaria, regia di Giuliana Berlinguer (1972)
- Uomo e galantuomo, regia di Eduardo De Filippo (adattamento tv 1975)
- L'arte della commedia, regia di Eduardo De Filippo (adattamento tv 1976)
- Il mercante di Venezia, di William Shakespeare, regia di Armando Pugliese (1985)
- Tito Andronico, regia di Peter Stein (1989)
- La signora Morli, una e due, regia di Gianni Serra (1991)
- Una notte a Sorrento di Ivan Turgenev, regia di Piero Maccarinelli, 1996
- Il giuoco delle parti di Luigi Pirandello, regia di Roberto Valerio (2014)
- Der Park di Botho Strauß, regia di Peter Stein (2015)
- Ritorno a casa di Harold Pinter, regia di Peter Stein (2016)
- Riccardo II di William Shakespeare, regia di Peter Stein (2017)